# Kurumi Yoshida
Kurumi Yoshida –en japonés, 吉田 胡桃, Yoshida Kurumi– (Osaka, 1 de diciembre de 1991) es una deportista japonesa que compitió en natación sincronizada.
Participó en dos Juegos Olímpicos de Verano en los años 2012 y 2016, obteniendo una medalla de bronce en Río de Janeiro 2016 en la prueba de equipo. Ganó tres medallas de bronce en el Campeonato Mundial de Natación de 2015.

## Palmarés internacional
| Juegos Olímpicos   | Juegos Olímpicos        | Juegos Olímpicos  | Juegos Olímpicos  |
| Año                | Lugar                   | Medalla           | Prueba            |
| ------------------ | ----------------------- | ----------------- | ----------------- |
| 2016               | Río de Janeiro (Brasil) | Medalla de bronce | Equipo            |
| Campeonato Mundial |                         |                   |                   |
| Año                | Lugar                   | Medalla           | Prueba            |
| 2015               | Kazán (Rusia)           | Medalla de bronce | Equipo técnico    |
| 2015               | Kazán (Rusia)           | Medalla de bronce | Equipo libre      |
| 2015               | Kazán (Rusia)           | Medalla de bronce | Combinación libre |